# Protaetia allardi
Protaetia allardi är en skalbaggsart som beskrevs av Rataj 1986. Protaetia allardi ingår i släktet Protaetia och familjen Cetoniidae. Inga underarter finns listade i Catalogue of Life.